# としるの貝がら焼き
としるの貝がら焼き（としるのかいがらやき）は、岩手県大船渡市の郷土料理。「としる」と呼ばれるアワビの肝を用いた料理である。としるの貝焼きとも呼ばれる。
大船渡市内では「浜のまかない」として肝や貝殻を活かした料理が食されてきたが、としるの貝がら焼きもそういった料理の1品である。賄い料理であったことから、地域外では広く知られていなかった。
味噌をアワビの貝がらの内側に塗り、千切りにしたダイコンとぶつ切りにしたアワビの肝を入れ、煮込む。
2025年3月には、文化庁の100年フード「伝統の100年フード部門」に認定された。